# Мыс Школьникова
Мыс Школьникова — небольшой обрывистый мыс на арктическом побережье Восточно-Сибирского моря, у восточного подножия горы Шалаурова. Относится к территории Чаунского района Чукотского автономного округа.
Назван 19 апреля 1965 года по инициативе Гидрографического предприятия Министерства морского флота СССР в честь полярного исследователя, гидрографа И. Б. Школьникова, скончавшегося годом ранее.